# Mount Brandon
Mount Brandon (irl. Cnoc Bréanainn, Wzgórze Brennana) – góra w Irlandii w hrabstwie Kerry. Jest najwyższym szczytem nienazwanego pasma w centralnej części półwyspu Dingle, 9. szczytem Irlandii oraz najwyższym leżącym poza Macgillycuddy’s Reeks. Wznosi się na wysokość 952 m n.p.m.
Nazwa góry pochodzi od Brendana Żeglarza – świętego Kościoła katolickiego. Na szczyt prowadzi szlak pielgrzymkowy, związany z jego kultem. Wedle tradycji, św. Brendan miał wypędzić z góry pogańskie bóstwo Crom Dubh.
U podnóża góry, po jej północnej stronie, położona jest wieś Brandon.
Góra była miejscem kilku katastrof lotniczych, m.in. należącego do Luftwaffe Focke-Wulfa Fw 200 20 sierpnia 1940, a także trzech alianckich samolotów w 1943 roku (w tym w grudniu Wellingtona z polskiego Dywizjonu 304). W największym z nich zginęło 10 osób.